# Mathías Vidangossy
Mathías Leonardo Vidangossy Rebolledo (Santiago, Chile, 25 de mayo de 1987) es un futbolista profesional chileno, que se desempeña como centrocampista y actualmente juega para Real Titán, equipo de Germán Garmendia y Conterstine en la Kings League América.

## Trayectoria

### Sus inicios en el futbol chileno
Vidangossy comenzó su carrera futbolística en las divisiones inferiores de la Universidad Católica, equipo que finalmente abandonó a los catorce años de edad, tras ser rechazado por su baja estatura,tuvo como ídolo al gran cristian saa , alias ' el largo'  El club buscaba un jugador alto y rápido, perfil en el cual Vidangossy no encajaba.
Tras dedicarse de manera exclusiva a sus estudios, Vidangossy fue contactado por Néstor Isella y Sergio Valdés, quienes lo convencieron de ingresar a las divisiones inferiores de Unión Española.
Su desempeño le permitió conformar la nómina de la selección chilena que disputó el Sudamericano Sub-20 de 2007, donde marcó dos goles frente a Bolivia realizando un buen desempeño en el torneo, clasificando así a la Copa Mundial de Fútbol Sub-20 en Canadá, donde marcó el cuarto gol ante Nigeria en los cuartos de final.

### Pasos por Villareal y UD Almería
Su participación en el torneo sudamericano hizo que los dirigentes del Villarreal pusieran sus ojos en el. Tras una serie de negociaciones con Salvador Calera, presidente de la Unión Española, Vidangossy firmó un contrato por cinco años con el club villarrealense, pero tuvo que ser cedido a la Unión Deportiva Almería ya que Villarreal tenía ocupadas todas las plazas de jugadores extracomunitarios. Para su mala suerte, el no fue tomado en cuenta y tampoco inscrito para jugar por el Almería, lo que hace que entrene con el primer equipo esperando el mercado inviernal europeo, donde Villarreal lo cedería a otro club español, pero el jugador decide regresar a Chile y es cedido a Audax Italiano en 2008.

### Pasos por Everton de Viña del Mar, Brasil, San Luis, La Serena y Colo Colo
El 17 de junio de 2008 recaló en Everton de Viña del Mar, aunque después de un año fue despedido por faltar a varios entrenamientos sin motivo. En el Clausura 2009, fue contratado por Ñublense, donde fue nuevamente despedido por faltar a los entrenamientos.
En enero de 2010 fichó por el Ceará Sporting Club de la primera división de Brasil, donde surgieron comparaciones espontáneas con Jorge Valdivia, señalándolo a él como el nuevo Mago chileno en Brasil. Pero por un problema desconocido, no disputa ningún partido y tampoco es inscrito para jugar en el club, lo que lo hace nuevamente esperar a que se abra el libro de transferencias para poder ser inscrito. 
Después de su paso por el Ceará, donde finalmente no jugó, queda con ficha libre, al rescindir contrato con el Villarreal y quedar el pase en su poder, se marcha a San Luis de Quillota donde jugó muy poco. Posteriormente, paso por el Club de Deportes La Serena, antes de ser contratado por Colo-Colo en enero de 2012. En julio de 2012 se especuló con su traspaso al equipo tunecino Esperance ST, sin embargo el jugador declinó emigrar del país y prefirió quedarse en el club hasta 2014, con el cual ganaría el Clausura 2014.

### Pasos por Unión Española, Jaguares de Chiapas y Pumas de la UNAM
En julio de 2014 el jugador retorna a Unión Española, para disputar el Torneo de Apertura, en donde jugaría 16 partidos, y, en enero de 2015 emigra a Palestino, para disputar el Clausura y la Copa Libertadores. 
Sus buenas actuaciones llevaron a que retomara el protagonismo que había perdido, lo que lo llevó a ser contratado por el Jaguares de Chiapas de la Liga MX, con miras a la temporada 2015 - 16 del fútbol mexicano. Luego de disputar el Apertura, a comienzos de 2016 es enviado a préstamo al club Pumas de la UNAM con la ilusión de disputar la Copa Libertadores. Sin embargo, jugó muy poco, debiendo retornar a Chiapas, para desvincularse y quedar como agente libre.

### Últimos años en el futbol chileno
En 2016 volvió a jugar en Palestino, esta vez en calidad de agente libre, tras su mal paso por el futbol mexicano. En 2018, fue fichado por Deportes Melipilla tras un año de inactividad en el futbol profesional. Ya para 2020, fue fichado por Deportes Valdivia, y en 2019 fue traspasado a Deportes Colchagua, donde se quedó por un año y medio. Desde 2021 juega en Deportes Melipilla, donde ha tenido el protagonismo que no lograba hace años.
Para el 2023 volvió a San Luis de Quillota,en donde hizo una gran dupla junto a Humberto Suazo,jugando 28 partidos y anotando 2 goles por el conjunto canario. Al siguiente año firmó por Curicó Unido, permaneciendo en los albirrojos hasta su rescisión de contrato el 20 de septiembre.

### Fútbol 7
En septiembre de 2024 se incorporó al Real Titán, un equipo de la Américas Kings League -una liga profesional de fútbol 7 con sede en México- presidido por Germán Garmendia e Igor Lichnovsky.

## Selección nacional

### Selección Sub-20
Fue parte de la selección chilena sub-20 que disputó el Sudamericano de 2007 en Paraguay, logrando clasificarse a la Copa Mundial de la categoría que se realizó en Canadá durante los meses de junio y julio de 2007. En dicho certamen, Vidangossy anotó un gol en el encuentro de cuartos de final ante Nigeria, sellando la victoria chilena por 4-0 y su paso a semifinales. Finalmente,
Chile consiguió el tercer lugar del torneo, tras vencer a Austria por 1-0, con solitario gol del defensor Hans Martínez.

#### Participaciones en Sudamericanos
| Torneo                      | Sede     | Resultado    | Goles |
| --------------------------- | -------- | ------------ | ----- |
| Sudamericano Sub-20 de 2007 | Paraguay | Cuarto lugar | 2     |

#### Participaciones en Copas del Mundo
| Mundial                     | Sede   | Resultado    | Goles |
| --------------------------- | ------ | ------------ | ----- |
| Copa Mundial Sub-20 de 2007 | Canadá | Tercer lugar | 1     |

### Selección adulta
En 2011, fue convocado por el entrenador de la selección chilena, Claudio Borghi, para disputar un encuentro amistoso contra Paraguay. El 21 de diciembre de 2011, fue titular jugando 73 minutos en la victoria chilena por 3-2 con un triplete de Sebastián Pinto, en el Estadio La Portada de La Serena. Posteriormente, el día 15 de febrero de 2012, ingresó a los 86' de juego en reemplazo de Matías Campos Toro, esta vez en un duelo disputado en Luque, Paraguay.

#### Partidos internacionales
Actualizado hasta el 15 de febrero de 2012.
| 5     | 21 de diciembre de 2011 | Estadio La Portada, La Serena, Chile       | Chile      | 3-2 | Paraguay |   | Amistoso |
| 6     | 15 de febrero de 2012   | Estadio Feliciano Cáceres, Luque, Paraguay | Paraguay   | 2-0 | Chile    |   | Amistoso |
| Total |                         |                                            | Presencias | 2   | Goles    | 0 |          |

## Estadísticas

### Clubes
| Club                         | Div.          | Temporada     | Liga  | Liga  | Liga   | Copas nacionales | Copas nacionales | Copas nacionales | Torneos internacionales | Torneos internacionales | Torneos internacionales | Total | Total | Total  |
| Club                         | Div.          | Temporada     | Part. | Goles | Asist. | Part.            | Goles            | Asist.           | Part.                   | Goles                   | Asist.                  | Part. | Goles | Asist. |
| ---------------------------- | ------------- | ------------- | ----- | ----- | ------ | ---------------- | ---------------- | ---------------- | ----------------------- | ----------------------- | ----------------------- | ----- | ----- | ------ |
| Unión Española · Chile       | 1.ª           | 2005          | 22    | 0     | 2      | —                | —                | —                | —                       | —                       | —                       | 22    | 0     | 2      |
| Unión Española · Chile       | 1.ª           | 2006          | 30    | 2     | 4      | —                | —                | —                | 5                       | 0                       | 0                       | 35    | 2     | 4      |
| Unión Española · Chile       | 1.ª           | 2007          | 15    | 3     | 4      | —                | —                | —                | —                       | —                       | —                       | 15    | 3     | 4      |
| Audax Italiano · Chile       | 1.ª           | 2008          | 11    | 0     | 4      | —                | —                | —                | 3                       | 0                       | 1                       | 14    | 0     | 5      |
| Audax Italiano · Chile       | Total club    | Total club    | 11    | 0     | 4      | 0                | 0                | 0                | 3                       | 0                       | 1                       | 14    | 0     | 5      |
| Everton · Chile              | 1.ª           | 2008          | 4     | 0     | 1      | 1                | 0                | 0                | —                       | —                       | —                       | 5     | 0     | 1      |
| Everton · Chile              | 1.ª           | 2009          | 5     | 0     | 0      | —                | —                | —                | 2                       | 0                       | 1                       | 7     | 0     | 1      |
| Everton · Chile              | Total club    | Total club    | 9     | 0     | 1      | 1                | 0                | 0                | 2                       | 0                       | 1                       | 12    | 0     | 2      |
| Ñublense · Chile             | 1.ª           | 2009          | 5     | 0     | 0      | —                | —                | —                | —                       | —                       | —                       | 5     | 0     | 0      |
| Ñublense · Chile             | Total club    | Total club    | 5     | 0     | 0      | 0                | 0                | 0                | 0                       | 0                       | 0                       | 5     | 0     | 0      |
| San Luis · Chile             | 1.ª           | 2010          | 15    | 0     | 1      | 1                | 0                | 0                | —                       | —                       | —                       | 16    | 0     | 1      |
| Deportes La Serena · Chile   | 1.ª           | 2011          | 34    | 7     | 5      | 10               | 1                | 4                | —                       | —                       | —                       | 44    | 8     | 9      |
| Deportes La Serena · Chile   | Total club    | Total club    | 34    | 7     | 5      | 10               | 1                | 4                | 0                       | 0                       | 0                       | 44    | 8     | 9      |
| Colo-Colo · Chile            | 1.ª           | 2012          | 33    | 3     | 1      | 1                | 0                | 1                | —                       | —                       | —                       | 34    | 3     | 2      |
| Colo-Colo · Chile            | 1.ª           | 2013          | 3     | 0     | 0      | —                | —                | —                | —                       | —                       | —                       | 3     | 0     | 0      |
| Colo-Colo B · Chile          | 3.ª           | 2013          | 1     | 0     | 3      | —                | —                | —                | —                       | —                       | —                       | 1     | 0     | 3      |
| Colo-Colo B · Chile          | 3.ª           | 2013-14       | 2     | 0     | 1      | —                | —                | —                | —                       | —                       | —                       | 2     | 0     | 1      |
| Colo-Colo B · Chile          | Total club    | Total club    | 3     | 0     | 4      | 0                | 0                | 0                | 0                       | 0                       | 0                       | 3     | 0     | 4      |
| Colo-Colo · Chile            | 1.ª           | 2013-14       | 12    | 0     | 1      | 4                | 0                | 1                | 1                       | 0                       | 0                       | 17    | 0     | 2      |
| Colo-Colo · Chile            | 1.ª           | 2014-15       | —     | —     | —      | 3                | 0                | 0                | —                       | —                       | —                       | 3     | 0     | 0      |
| Colo-Colo · Chile            | Total club    | Total club    | 48    | 3     | 2      | 8                | 0                | 2                | 1                       | 0                       | 0                       | 57    | 3     | 4      |
| Unión Española · Chile       | 1.ª           | 2014-15       | 15    | 0     | 2      | 3                | 1                | 1                | —                       | —                       | —                       | 18    | 1     | 3      |
| Unión Española · Chile       | Total club    | Total club    | 82    | 5     | 12     | 3                | 1                | 1                | 5                       | 0                       | 0                       | 90    | 6     | 13     |
| Palestino · Chile            | 1.ª           | 2015          | 13    | 1     | 1      | —                | —                | —                | 6                       | 1                       | 0                       | 19    | 2     | 1      |
| Jaguares de Chiapas · México | 1.ª           | 2015          | 11    | 1     | 1      | 3                | 1                | 1                | —                       | —                       | —                       | 14    | 2     | 2      |
| Jaguares de Chiapas · México | Total club    | Total club    | 11    | 1     | 1      | 3                | 1                | 1                | 0                       | 0                       | 0                       | 14    | 2     | 2      |
| Pumas UNAM · México          | 1.ª           | 2016          | 5     | 1     | 0      | —                | —                | —                | 1                       | 0                       | 0                       | 6     | 1     | 0      |
| Pumas UNAM · México          | Total club    | Total club    | 5     | 1     | 0      | 0                | 0                | 0                | 1                       | 0                       | 0                       | 6     | 1     | 0      |
| Palestino · Chile            | 1.ª           | 2016-17       | 11    | 1     | 2      | 2                | 0                | 0                | 7                       | 0                       | 0                       | 20    | 1     | 2      |
| Palestino · Chile            | Total club    | Total club    | 24    | 2     | 3      | 2                | 0                | 0                | 13                      | 1                       | 0                       | 39    | 3     | 3      |
| Deportes Melipilla · Chile   | 2.ª           | 2018          | 17    | 0     | 2      | 2                | 0                | 0                | —                       | —                       | —                       | 19    | 0     | 2      |
| Deportes Valdivia · Chile    | 2.ª           | 2019          | 17    | 1     | 0      | 4                | 1                | 0                | —                       | —                       | —                       | 21    | 2     | 0      |
| Deportes Valdivia · Chile    | Total club    | Total club    | 17    | 1     | 0      | 4                | 1                | 0                | 0                       | 0                       | 0                       | 21    | 2     | 0      |
| Colchagua · Chile            | 3.ª           | 2020          | 8     | 1     | 1      | —                | —                | —                | —                       | —                       | —                       | 8     | 1     | 1      |
| Colchagua · Chile            | Total club    | Total club    | 8     | 1     | 1      | 0                | 0                | 0                | 0                       | 0                       | 0                       | 8     | 1     | 1      |
| Deportes Melipilla · Chile   | 1.ª           | 2021          | 24    | 3     | 1      | —                | —                | —                | —                       | —                       | —                       | 24    | 3     | 1      |
| Deportes Melipilla · Chile   | Total club    | Total club    | 41    | 3     | 3      | 2                | 0                | 0                | 0                       | 0                       | 0                       | 43    | 3     | 3      |
| Unión La Calera · Chile      | 1.ª           | 2022          | 21    | 0     | 1      | 2                | 0                | 0                | 3                       | 1                       | 0                       | 26    | 1     | 1      |
| Unión La Calera · Chile      | Total club    | Total club    | 21    | 0     | 1      | 2                | 0                | 0                | 3                       | 1                       | 0                       | 26    | 1     | 1      |
| San Luis · Chile             | 2.ª           | 2023          | 27    | 2     | 4      | 1                | 0                | 0                | —                       | —                       | —                       | 28    | 2     | 4      |
| San Luis · Chile             | Total club    | Total club    | 42    | 2     | 5      | 2                | 0                | 0                | 0                       | 0                       | 0                       | 44    | 2     | 5      |
| Curicó Unido · Chile         | 2.ª           | 2024          | 21    | 0     | 1      | 1                | 0                | 0                | —                       | —                       | —                       | 22    | 0     | 1      |
| Curicó Unido · Chile         | Total club    | Total club    | 21    | 0     | 1      | 1                | 0                | 0                | 0                       | 0                       | 0                       | 22    | 0     | 1      |
| Total carrera                | Total carrera | Total carrera | 382   | 26    | 43     | 38               | 4                | 8                | 28                      | 2                       | 2                       | 448   | 32    | 53     |
| 1. 2. 3.                     |               |               |       |       |        |                  |                  |                  |                         |                         |                         |       |       |        |

### Selecciones
| Selección                                                | Temporada     | Amistosos | Amistosos | Amistosos | Sudamérica(1) | Sudamérica(1) | Sudamérica(1) | Mundial | Mundial | Mundial | Total | Total | Total  |
| Selección                                                | Temporada     | Part.     | Goles     | Asist.    | Part.         | Goles         | Asist.        | Part.   | Goles   | Asist.  | Part. | Goles | Asist. |
| -------------------------------------------------------- | ------------- | --------- | --------- | --------- | ------------- | ------------- | ------------- | ------- | ------- | ------- | ----- | ----- | ------ |
| Sub-20 · Chile                                           | 2007          | 3         | 0         | 0         | 9             | 2             | 2             | 7       | 1       | 1       | 19    | 3     | 3      |
| Sub-20 · Chile                                           | Total         | 3         | 0         | 0         | 9             | 2             | 2             | 7       | 1       | 1       | 19    | 3     | 3      |
| Sub-23 · Chile                                           | 2006          | 1         | 1         | 0         | —             | —             | —             | —       | —       | —       | 1     | 1     | 0      |
| Sub-23 · Chile                                           | Total         | 1         | 1         | 0         | 0             | 0             | 0             | 0       | 0       | 0       | 1     | 1     | 0      |
| Adulta · Chile                                           | 2006          | 1         | 0         | 0         | —             | —             | —             | —       | —       | —       | 1     | 0     | 0      |
| Adulta · Chile                                           | 2007          | 3         | 0         | 0         | —             | —             | —             | —       | —       | —       | 3     | 0     | 0      |
| Adulta · Chile                                           | 2008          | —         | —         | —         | —             | —             | —             | —       | —       | —       | 0     | 0     | 0      |
| Adulta · Chile                                           | 2009          | —         | —         | —         | —             | —             | —             | —       | —       | —       | 0     | 0     | 0      |
| Adulta · Chile                                           | 2010          | —         | —         | —         | —             | —             | —             | —       | —       | —       | 0     | 0     | 0      |
| Adulta · Chile                                           | 2011          | 1         | 0         | 0         | —             | —             | —             | —       | —       | —       | 1     | 0     | 0      |
| Adulta · Chile                                           | 2012          | 1         | 0         | 0         | —             | —             | —             | —       | —       | —       | 1     | 0     | 0      |
| Adulta · Chile                                           | Total         | 6         | 0         | 0         | 0             | 0             | 0             | 0       | 0       | 0       | 6     | 0     | 0      |
| Total carrera                                            | Total carrera | 10        | 1         | 0         | 9             | 2             | 2             | 7       | 1       | 1       | 26    | 4     | 3      |
| (1) Incluye los partidos del Sudamericano Sub-20 (2007). |               |           |           |           |               |               |               |         |         |         |       |       |        |

### Resumen estadístico
| Competición           | Partidos | Goles | Asistencias |
| --------------------- | -------- | ----- | ----------- |
| Primera División      | 289      | 22    | 31          |
| Segunda División      | 82       | 3     | 7           |
| Tercera División      | 11       | 1     | 5           |
| Copas nacionales      | 38       | 4     | 8           |
| Copas internacionales | 28       | 2     | 2           |
| Selección absoluta    | 6        | 0     | 0           |
| Selección sub-23      | 1        | 1     | 0           |
| Selección sub-20      | 19       | 3     | 3           |
| Total                 | 474      | 36    | 56          |

## Palmarés

### Campeonatos nacionales
| Título                    | Club           | País  | Año    |
| ------------------------- | -------------- | ----- | ------ |
| Primera División de Chile | Unión Española | Chile | 2005-A |
| Primera División de Chile | Colo-Colo      | Chile | 2014-C |